# بحيرة تيتيكاكا
بحيرة تيتيكاكا (بالإنجليزية: Lake Titicaca) هي واحدة من أكثر البحيرات علوا في العالم، حيث تقع على ارتفاع 3,812 م فوق سطح البحر. تقع البحيرة على الحدود بين بيرو وبوليفيا في الهضبة العالية في الأنديز. متوسط عمق البحيرة هو 107 م، وأقصى عمق لها هو 281 م ومساحتها 8300 كم مربع. يتبع الجزء الغربي من البحيرة لمنطقة بونو والجزء الآخر لإدارة لاباز البوليفي. يصب في البحيرة أكثر من 25 نهرا، وفيها أكثر من 40 جزيرة بعضها مأهولة بالسكان وتضم بعض هذه الجزر بقايا الحضارات الهندية قبل الغزو الأسباني لأمريكا الجنوبية في القرن السادس عشر الميلادي.
تغذى تيتيكاكا من الأمطار الهاطلة عليها ومن الجليد الذائب في الأنديز وتخسر جزءا من مياهها التي تصب في نهر ديساجاديرو الذي يتدفق جنوبا مخترقا بوليفيا حتى يصل بحيرة بوبو في بوليفيا. الجزء الأكبر الذي تخسره البحيرة من مياهها هو ما تفقده من تبخر مياهها بسبب الرياح القوية التي تهب عليها وبسبب أشعة الشمس القوية.

## نظرة عامة
تقع البحيرة في الطرف الشمالي من حوض ألتيبلانو الداخلي في أعالي جبال الأنديز على حدود بيرو وبوليفيا. يقع الجزء الغربي من البحيرة داخل منطقة بونو في بيرو، ويقع الجانب الشرقي في مقاطعة لاباز البوليفية.
تتكون البحيرة من حوضين فرعيين منفصلين تقريبًا متصلين بمضيق تيكوينا، والذي يبلغ عرضه 800 متر (2620 قدمًا) في أضيق نقطة. يبلغ متوسط عمق الحوض الفرعي الأكبر بحيرة غراندي (بالإسبانية: Lago Grande) (المعروف أيضًا باسم Lago Chucuito)، 135 مترًا (443 قدمًا) وأقصى عمق 284 مترًا (932 قدمًا). يبلغ متوسط عمق الحوض الفرعي الأصغر وينايماركا (بالإسبانية: Wiñaymarka) (ويسمى أيضًا «البحيرة الصغيرة» Lago Pequeño) 9 أمتار (30 قدمًا) وعمق أقصى 40 مترًا (131 قدمًا). ويبلغ متوسط عمق البحيرة 107 م (351 قدمًا).

منظر لبحيرة تيتيكاكا مأخوذ من مدينة بونو

هناك خمسة أنظمة نهرية رئيسية تغذي بحيرة تيتيكاكا. وبترتيب أحجام التدفق النسبية الخاصة بهم هم راميس وكواتا وإيلاف وهوانكانه وسوشيز. وأكثر من 20 تيارات نهرية أصغر أخرى تفرغ في تيتيكاكا. تحتوي البحيرة على 41 جزيرة بعضها مكتظ بالسكان.
تتمتع البحيرة بموسم واحد فقط من الجريان الحر، وبذلك هي أحادية الحركة وتمر المياه عبر بحيرة هينيوماركا (بالإسبانية: Lago Huiñaimarca) وتتدفق خارج المنفذ الوحيد في ريو ديساجواديرو (بالإسبانية: Río Desaguadero) الذي يتدفق بعد ذلك جنوبًا عبر بوليفيا إلى بحيرة بوبو. وهذا يمثل فقط حوالي 10 ٪ من رصيد مياه البحيرة. ويؤدي التبخر الناجم عن الرياح القوية وأشعة الشمس الشديدة على ارتفاعات عالية إلى توازن نسبة 90٪ المتبقية من فقدان الماء. فتعتبر أنها بحيرة مغلقة تقريبًا.
منذ العام 2000 شهدت بحيرة تيتيكاكا تراجعًا مستمرًا في مستويات المياه. فبين أبريل ونوفمبر 2009 فقط، انخفض منسوب المياه بمقدار 81 سم (32 بوصة)، ليصل إلى أدنى مستوى له منذ عام 1949. وهذا الانخفاض ناتج عن تقصير مواسم الأمطار وذوبان الأنهار الجليدية التي تغذي روافد البحيرة. ويعد تلوث المياه أيضًا مصدر قلق متزايد لأن المدن في مستجمعات مياه تيتيكاكا تنمو، وتتجاوز أحيانًا النفايات الصلبة والبنية التحتية لمعالجة مياه الصرف الصحي. وفقًا لـصندوق الطبيعة العالمي (GNF)، فإن التنوع البيولوجي في تيتيكاكا مهدد بتلوث المياه وإدخال أنواع جديدة من قبل البشر. وفي عام 2012 رشح GNF البحيرة لتكون «بحيرة العام المهددة».

## درجة الحرارة
تمنحها المصادر الباردة والرياح فوق البحيرة متوسط درجة حرارة سطح من 10 إلى 14 درجة مئوية (50 إلى 57 درجة فهرنهايت). في الشتاء (يونيو - سبتمبر) يحدث الاختلاط بالمياه العميقة، والتي تتراوح دائمًا بين 10 و11 درجة مئوية (50 و52 درجة فهرنهايت).

## الاسم
لا يُعرف اسم بحيرة تيتيكاكا الذي يرجع إلى عصور ما قبل التاريخ (بالإنجليزية: prehistoric) أو العصور البدائية للتاريخ (بالإنجليزية: the protohistoric). لكن بالنظر إلى المجموعات الأمريكية الأصلية المختلفة التي احتلت منطقة بحيرة تيتيكاكا، فمن المحتمل أنها كانت تفتقر إلى اسم واحد مقبول بشكل عام في عصور ما قبل التاريخ وفي الوقت الذي وصل فيه الإسبان إليها.
يمكن ترجمة المصطلحين titi وcaca بعدة طرق. في الأيمرية يمكن ترجمة titi على أنها بوما أو رصاص أو معدن ثقيل. ويمكن ترجمة كلمة كاكا (kaka) على أنها شعر أبيض أو رمادي للرأس ويمكن ترجمة المصطلح كاكا إما إلى صدع أو شق أو بدلاً من ذلك مشط طائر. ووفقًا لويستون لا بار (Weston La Barre) اعتبر الأيمارا في عام 1948 أن الاسم الصحيح للبحيرة هو titiqaqa، وهو ما يعني بوما رمادي اللون متغير اللون. وتشير هذه العبارة إلى الصخرة المقدسة المنحوتة الموجودة في جزيرة إيسلا ديل سول. بالإضافة إلى الأسماء بما في ذلك المصطلح titi و/أو caca كانت بحيرة تيتيكاكا تُعرف أيضًا باسم Chuquivitu في القرن السادس عشر. ويمكن ترجمة هذا الاسم بشكل فضفاض كنقطة رمزية. وهذا الاسم موجود في الاستخدام الحديث حيث يشار إلى البحيرة الكبيرة أحيانًا باسم Lago Chucuito.
يجادل ستانيش بأن التفسير المنطقي لأصل اسم تيتيكاكا هو تحريف لمصطلح thakhsi cala، وهو الاسم من القرن الخامس عشر إلى القرن السادس عشر للصخرة المقدسة في جزيرة إيسلا ديل سول. ونظرًا لعدم وجود اسم شائع لبحيرة تيتيكاكا في القرن السادس عشر يُعتقد أن الإسبان استخدموا اسم موقع أهم مزار محلي في المنطقة thakhsi cala على جزيرة إيسلا ديل سول كاسم للبحيرة. مع الوقت ومع الاستخدام تطور هذا الاسم إلى تيتيكاكا.

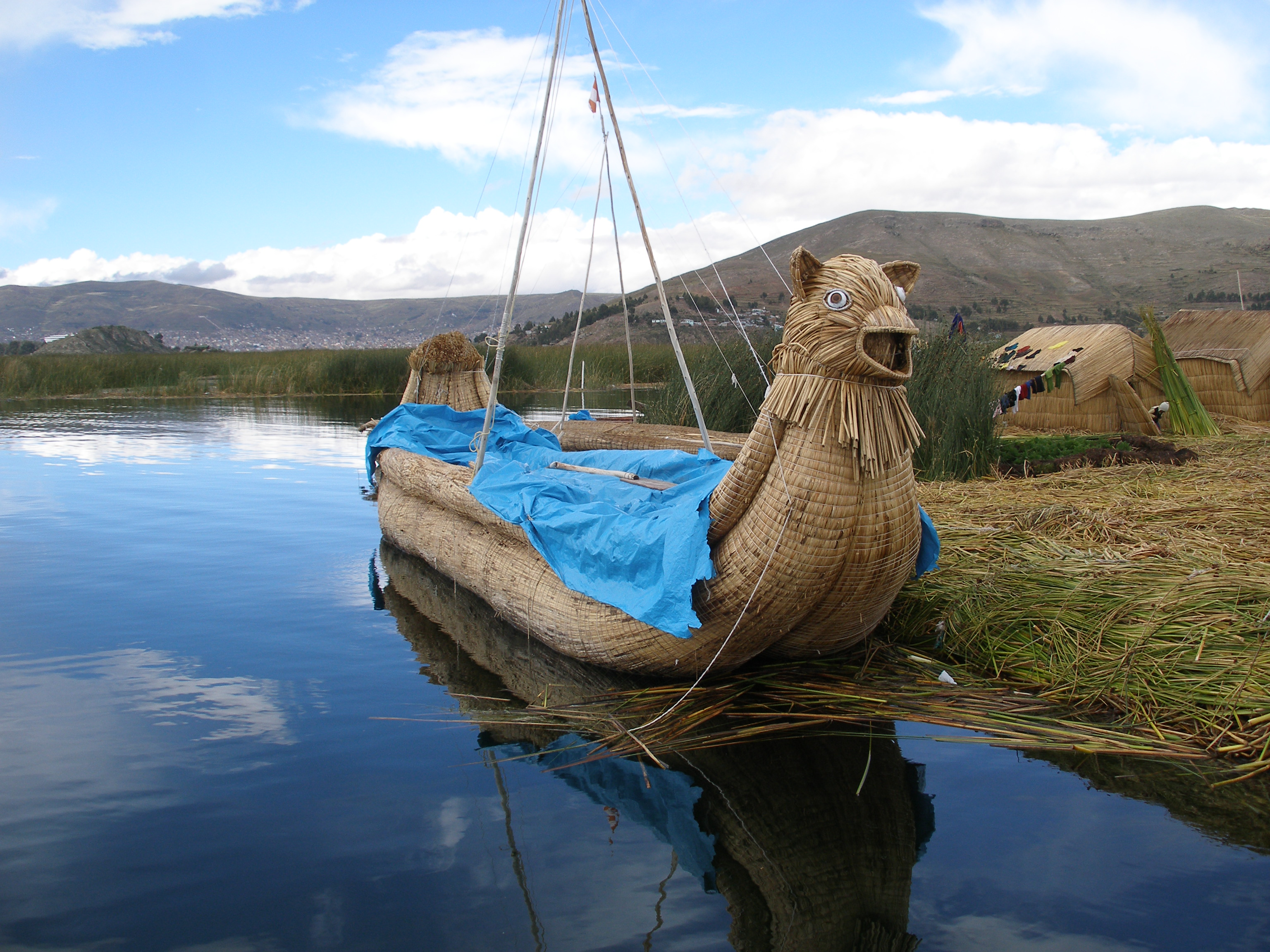
قارب من القصب على بحيرة تيتيكاكا

محليًا تمر البحيرة بعدة أسماء. فالربع الجنوبي الشرقي من البحيرة منفصل عن الجسم الرئيسي (متصل فقط بمضيق تيكينا) ويطلق عليه البوليفيون اسم Lago Huiñaymarca (أيضًا Wiñay Marka والتي تعني في اللغة الأيمرية المدينة الخالدة) والجزء الأكبر Lago Chucuito. كما يُشار أيضًا إلى البحيرة الكبيرة أحيانًا باسم Lago Mayor، والبحيرة الصغيرة باسم Lago Menor. وفي بيرو يشار إلى هذه الأجزاء الأصغر والأكبر باسم Lago Pequeño وLago Grande على التوالي.

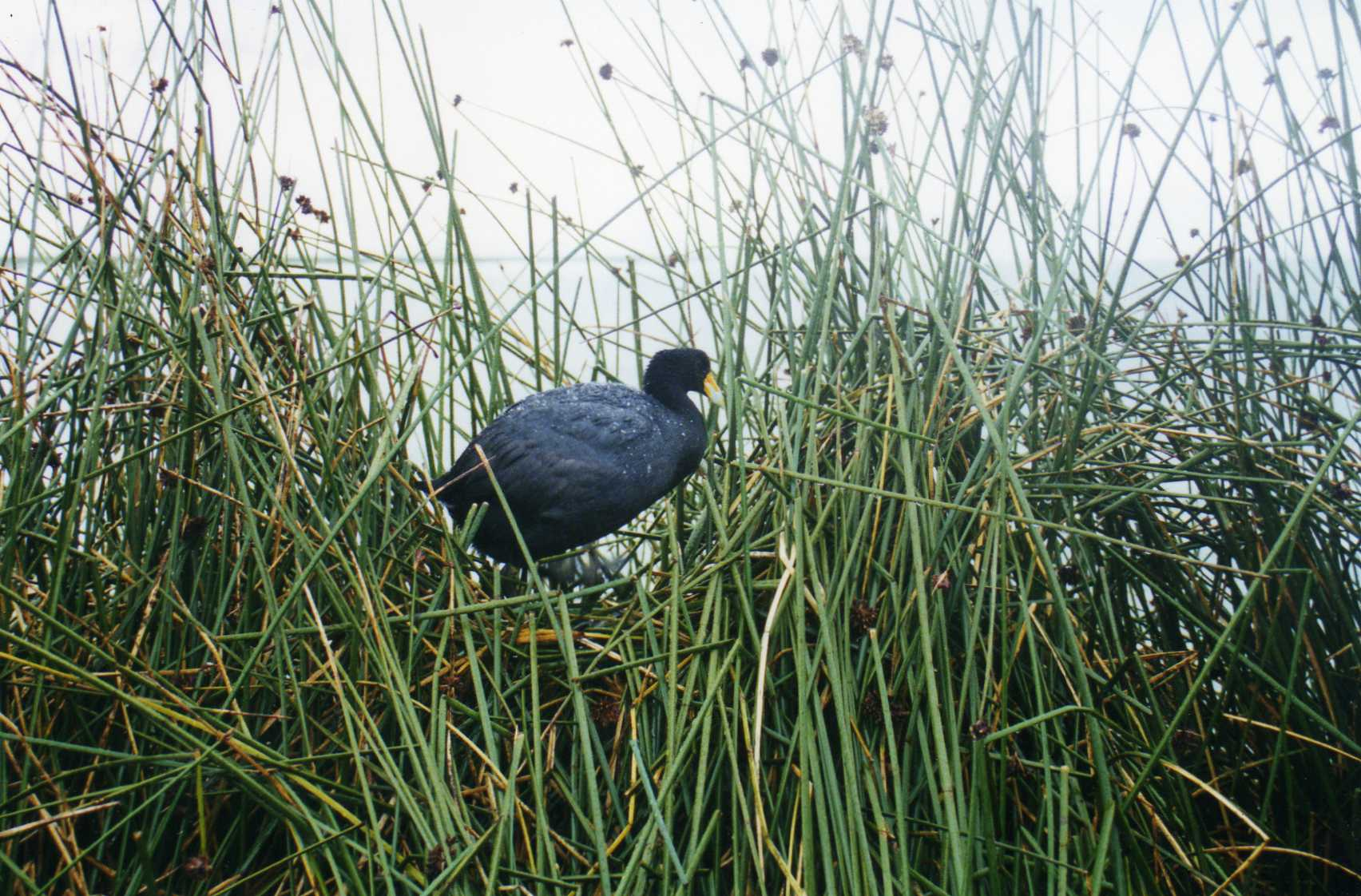
غرة أردوازية بين قصب توتورا

تُستخدم الكلمة أحيانًا بمعنى ثانوي بين المتحدثين باللغة الإنجليزية بسبب نطقها.

## بيئة البحيرة

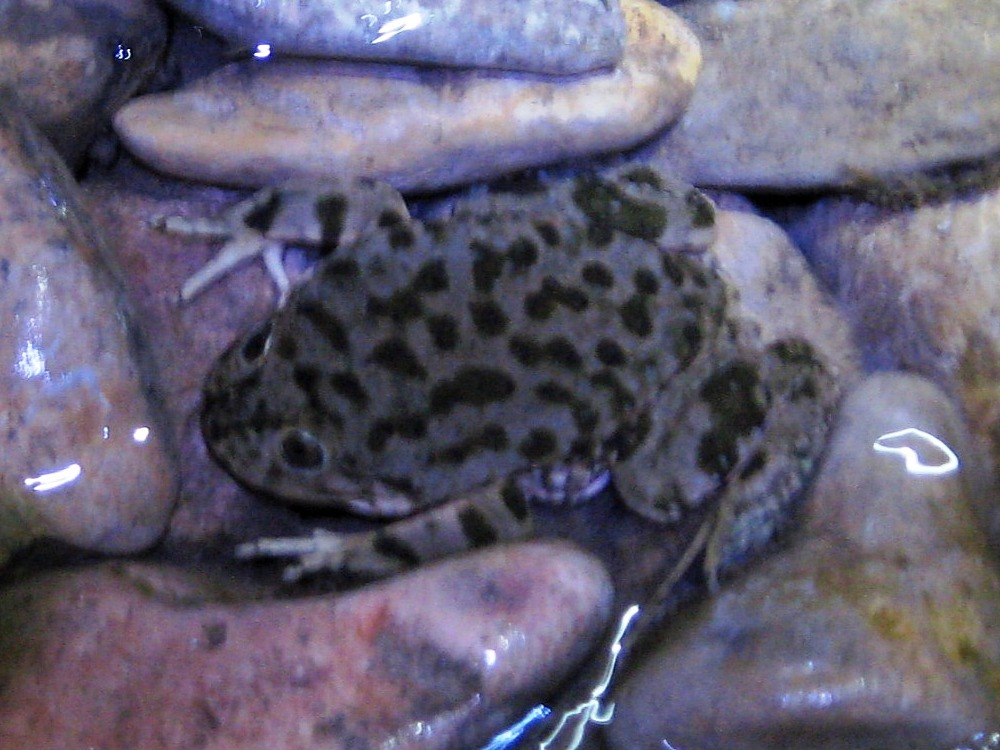
يوجد نوعان من تيلماتوبيوس في البحيرة، الأصغر حجماً هو ضفدع المياه الرخامية الساحلية (في الصورة في جزيرة إيسلا ديل سول) وضفدع مياه تيتيكاكا الأكبر وفي المياه الأكثر عمقًا.

تعد بحيرة تيتيكاكا موطنًا لأكثر من 530 نوعًا مائيًا.
تحتوي البحيرة على أعداد كبيرة من الطيور المائية وتم تصنيفها كموقع رامسار في 26 أغسطس 1998. وأيضًا العديد من الأنواع المهددة بالانقراض مثل ضفدع ماء تيتيكاكا الضخم وتيتيكاكا جريب التي لا تستطيع الطيران ومقيدة بشكل كبير أو كلي بالبحيرة، وأوستياس تيتيكاكا التي من المحتمل أنها انقرضت (شوهد آخر مرة في عام 1938) بسبب المنافسة والافتراس من قبل النوع المستقدم سمك السلمون المرقط وأسنان بونارينسيس (Odontesthes bonariensis) فضي الجانب. بالإضافة إلى أوستياس تيتيكاكا فإن أنواع الأسماك المحلية في حوض البحيرة هي أنواع أخرى من أوريستياس، وسمك سلور تريكوميكتيروس ديسبار وتي ريفولاتوس وأستروبليبوس ستوبلي (الأنواع الأخيرة ليست في البحيرة نفسها ولكن في النظم البيئية المرتبطة بها). وتختلف أنواع الأوريستياس العديدة في بحيرة تيتيكاكا اختلافًا كبيرًا في كل من تفضيل المساكن وسلوك التغذية. حوالي 90٪ من أنواع الأسماك في الحوض مستوطنة، بما في ذلك 23 نوعًا من الأوريستياس توجد فقط في البحيرة. بالإضافة إلى تيتيكاكا جريب المهددة فإن بعض الطيور المرتبطة بالمياه في تيتيكاكا هي الغريب ذو اللون الأبيض (white-tufted grebe) وأبو منجل بونا وطيور الفلامنغو التشيلية ونورس الأنديز وطائر الأنديز المائي والطيور ذات الظهر الأبيض والطائر ذو السيقان الصفراء الكبيرة (greater yellowlegs) والبلشون الثلجي وذو التاج الأسود طائر الحزين الليلي وطائر الأنديز وجلينول مشترك (common gallinule) وسكة راسيا (plumbeous rail) وبط متنوع وطائر راشبيرد (wren-like rushbird) وصائد الذباب الجبار كثير الألوان وطائر شحرور الأسود ذو الجناح الأصفر (yellow-winged blackbird).
تيتيكاكا هي موطن لـ 24 نوعًا موصوفًا من حلزونات المياه العذبة (15 نوعًا متوطنًا بما في ذلك العديد من أنواع حلزونات الهليوبيا الصغيرة) وأقل من ستة ذوات الصدفتين (جميعها في عائلة محاريات ظفرية) ، ولكن بشكل عام هذه الأنواع غير معروفة جدًا وتصنيفهم بحاجة إلى مراجعة. تحتوي البحيرة أيضًا على سرب من الأنواع المستوطنة من مزدوجات الأرجل تتكون من 11 هياليلا (Hyalella) أنواع تيتيكاكا هياليلا إضافية غير مستوطنة.
ينتشر القصب والنباتات المائية الأخرى في بحيرة تيتيكاكا. وتنمو أعواد توتورا في المياه التي يقل عمقها عن 3 أمتار (10 أقدام)، وأقل تكرارًا إلى 5.5 متر (18 قدمًا)  لكن النباتات الكبيرة ولا سيما تشارا وبوتاموجيتون على عمق حتى 10 أمتار (33 قدمًا). في المياه الضحلة المحمية مثل ميناء بونو تكون النباتات أزولا وإلوديا وليمنا وميريوفيلوم شائعة.

## جيولوجيا البحيرة

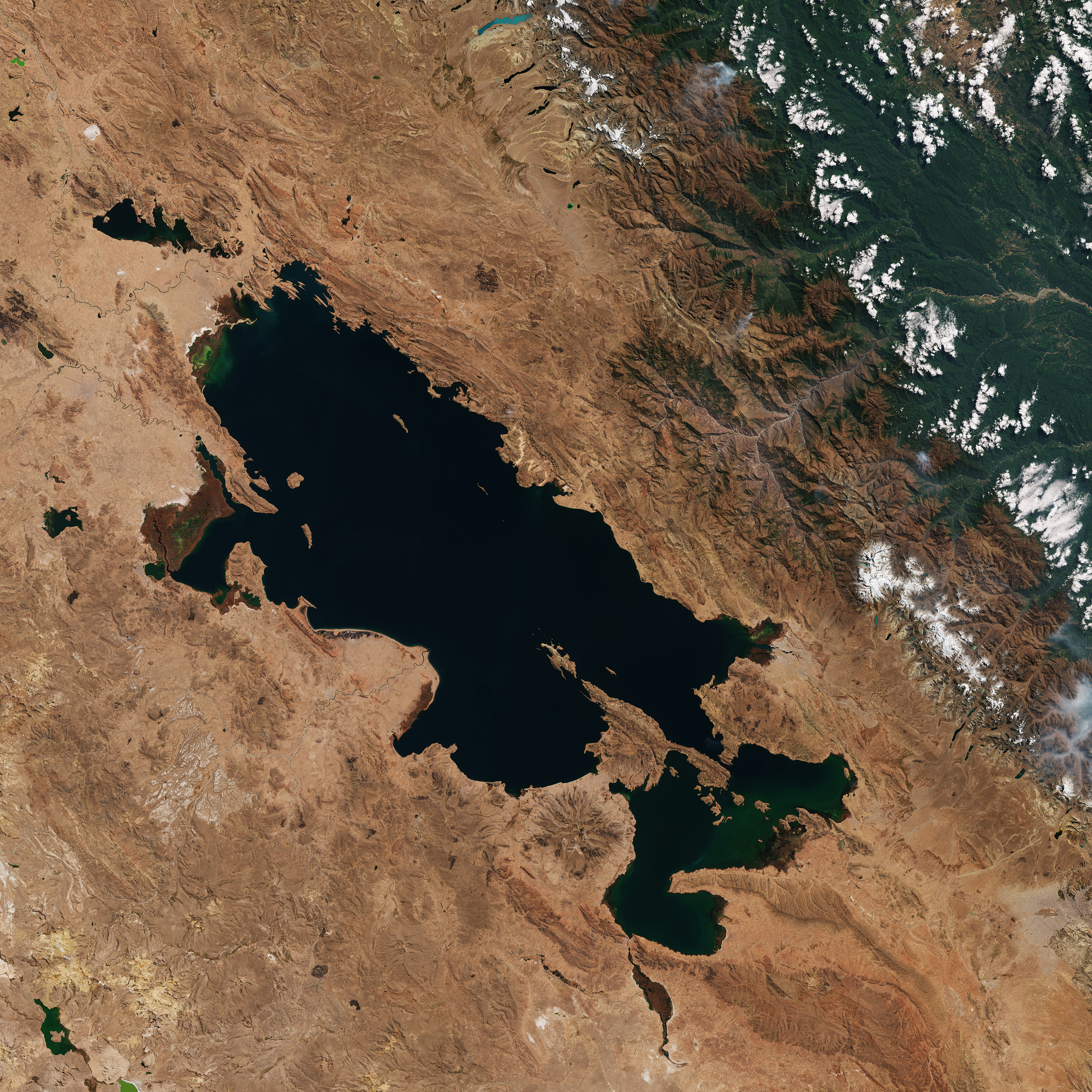
منظر من القمر الصناعي الحارس2 (Sentinel-2) في عام 2020

حوض تيناجاني حيث تقع بحيرة تيتيكاكا هو حوض بين الجبال. هذا الحوض عبارة عن حوض مفصول تم إنشاؤه بواسطة حركة الانزلاق على طول الصدوع الإقليمية التي بدأت في أواخر الأوليجوسيني وانتهت في أواخر العصر الميوسيني. ويشار إلى التطور الأولي لحوض تيناجاني من خلال الصخور البركانية التي تراكمت بين 27 و20 مليون سنة داخل هذا الحوض. وهم يقعون على عدم توافق زاوي يمر عبر طبقات ما قبل الحوض. وتُظهر رواسب لاكوسترين في تكوين تيناجاني السفلي والتي تظهر داخل حوض تيناجاني، وجود بحيرة تيتيكاكا التي تعود إلى ما قبل العصر الرباعي داخلها بين 18 و 14 مليون سنة (ميا). لا يُعرف الكثير عن عصور ما قبل التاريخ لبحيرة تيتيكاكا بين 14 ميا و370 ألف سنة مضت لأن رواسب البحيرة التي تعود إلى هذه الفترة مدفونة تحت قاع بحيرة تيتيكاكا ولم يتم أخذ عينات منها عن طريق الحفر المستمر.
استعاد مشروع الحفر في بحيرة تيتيكاكا نواة حفر بطول 136 مترًا من الرواسب من قاع بحيرة تيتيكاكا على عمق 235 مترًا (771 قدمًا) وفي موقع شرق جزيرة إيسلا ديل سول مباشرةً. إذ يحتوي هذا اللب على سجل مستمر لترسيب البحيرة والظروف البيئية القديمة لبحيرة تيتيكاكا التي تعود إلى حوالي 370 ألف سنة مضت. وفي هذه الفترة الزمنية كانت بحيرة تيتيكاكا أعذب بالعادة ولها مستويات أعلى من البحيرة خلال فترات التجلد الإقليمي الموسع الذي يتوافق مع الفترات الجليدية العالمية. وخلال فترات انخفاض التجلد الإقليمي الذي يتوافق مع فترات ما بين الجليدية العالمية، كانت بحيرة تيتيكاكا عادةً ذات مستويات منخفضة من البحيرة.
توفر رواسب لاكوسترين والمدرجات المرتبطة بها دليلاً على الوجود السابق لخمس بحيرات ما قبل التاريخ احتلت حوض تيناجاني خلال العصر الجليدي والبليستوسيني. داخل ألتيبلانو الشمالية (حوض تيناجاني) كانت بحيرات ما قبل التاريخ بحيرة ماتارو على ارتفاع 3950 مترًا (12960 قدمًا) وبحيرة كابانا على ارتفاع 3900 متر (12800 قدمًا) وبحيرة باليفيان على ارتفاع 3860 مترًا (12660 قدمًا) وبحيرة (شمال) مينشين على ارتفاع 3825 م (12549 قدمًا) وبحيرة (شمال) تاوكا على ارتفاع 3815 م (12516 قدمًا). إن عمر بحيرة ماتارو غير مؤكد - فقد يعود تاريخه إلى أواخر العصر البليوسيني. وربما يعود تاريخ بحيرة كابانا إلى العصر الجليدي الأوسط. وكانت بحيرة باليفيان موجودة بين 120.000 و98.000 BP. وقد تم التعرف على اثنين من منصات البحيرات المرتفعة بين 72000-68000 سنة مضت و44000-34000 سنة مضت لبحيرة مينشين داخل ألتيبلانو. وبحيرة قديمة أخرى في المنطقة هي أووكي. وقد تم تأريخ المستويات المرتفعة لبحيرة تاوكا على أنها حدثت بين 18100 و14100 سنة مضت.

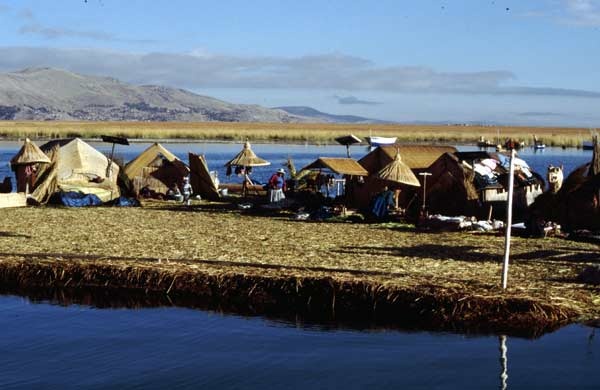

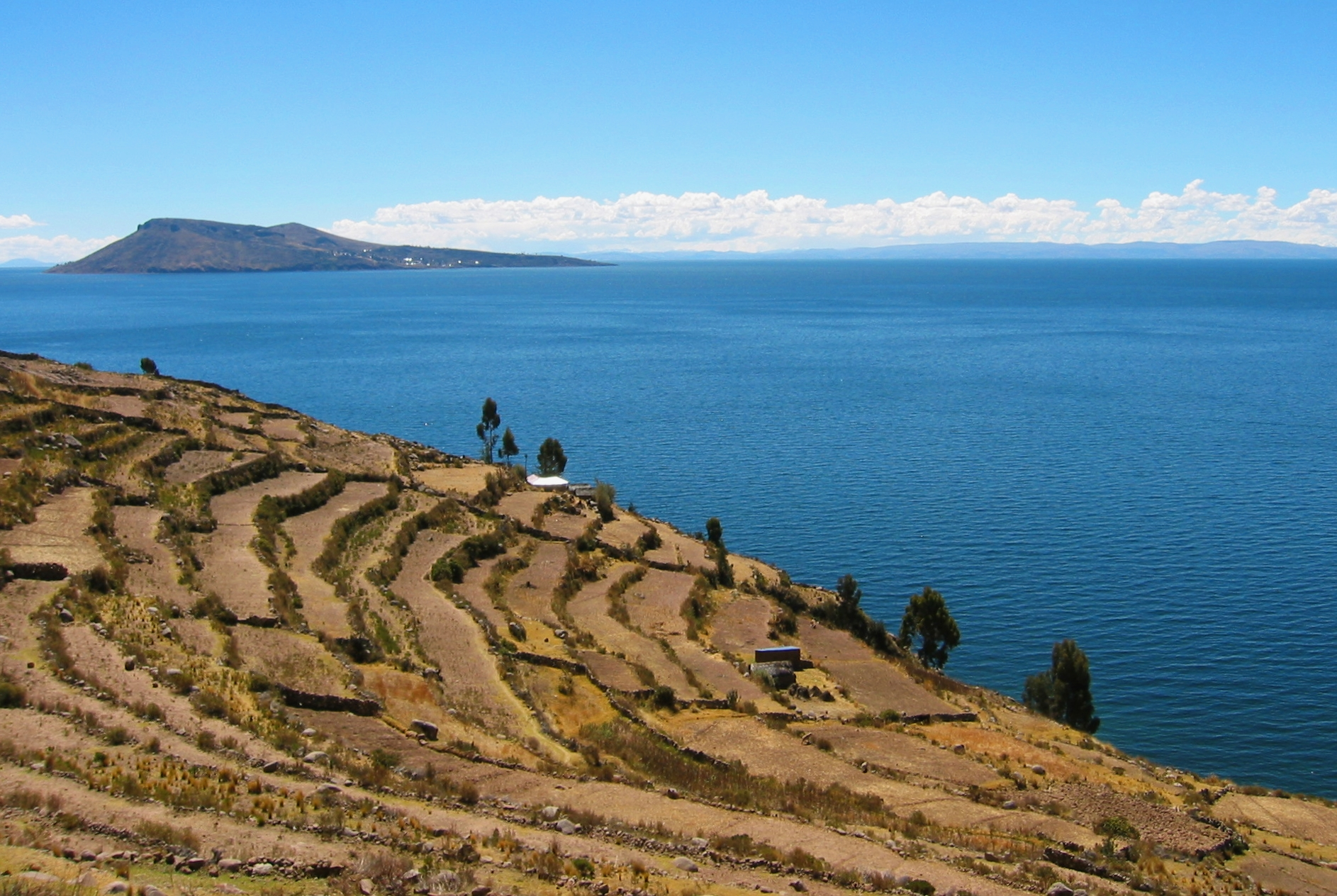

## المناخ
يظهر الجدول التالي التغييرات المناخية على مدار السنة لبحيرة تيتيكاكا:
| البيانات المناخية لـبحيرة تيتيكاكا | البيانات المناخية لـبحيرة تيتيكاكا | البيانات المناخية لـبحيرة تيتيكاكا | البيانات المناخية لـبحيرة تيتيكاكا | البيانات المناخية لـبحيرة تيتيكاكا | البيانات المناخية لـبحيرة تيتيكاكا | البيانات المناخية لـبحيرة تيتيكاكا | البيانات المناخية لـبحيرة تيتيكاكا | البيانات المناخية لـبحيرة تيتيكاكا | البيانات المناخية لـبحيرة تيتيكاكا | البيانات المناخية لـبحيرة تيتيكاكا | البيانات المناخية لـبحيرة تيتيكاكا | البيانات المناخية لـبحيرة تيتيكاكا | البيانات المناخية لـبحيرة تيتيكاكا |
| الشهر                              | يناير                              | فبراير                             | مارس                               | أبريل                              | مايو                               | يونيو                              | يوليو                              | أغسطس                              | سبتمبر                             | أكتوبر                             | نوفمبر                             | ديسمبر                             | المعدل السنوي                      |
| ---------------------------------- | ---------------------------------- | ---------------------------------- | ---------------------------------- | ---------------------------------- | ---------------------------------- | ---------------------------------- | ---------------------------------- | ---------------------------------- | ---------------------------------- | ---------------------------------- | ---------------------------------- | ---------------------------------- | ---------------------------------- |
| متوسط درجة الحرارة الكبرى °م (°ف)  | 16.7 (62.1)                        | 16.7 (62.1)                        | 16.5 (61.7)                        | 16.8 (62.2)                        | 16.6 (61.9)                        | 16.0 (60.8)                        | 16.0 (60.8)                        | 17.0 (62.6)                        | 17.6 (63.7)                        | 18.6 (65.5)                        | 18.8 (65.8)                        | 17.7 (63.9)                        | 17.1 (62.8)                        |
| متوسط درجة الحرارة الصغرى °م (°ف)  | 3.6 (38.5)                         | 3.5 (38.3)                         | 3.2 (37.8)                         | 0.6 (33.1)                         | −3.8 (25.2)                        | −7.0 (19.4)                        | −7.5 (18.5)                        | −5.4 (22.3)                        | −1.4 (29.5)                        | 0.3 (32.5)                         | 1.5 (34.7)                         | 3.0 (37.4)                         | −0.8 (30.6)                        |
| الهطول مم (إنش)                    | 133.3 (5.25)                       | 108.7 (4.28)                       | 98.5 (3.88)                        | 43.3 (1.70)                        | 9.9 (0.39)                         | 3.1 (0.12)                         | 2.4 (0.09)                         | 5.8 (0.23)                         | 22.1 (0.87)                        | 41.1 (1.62)                        | 55.3 (2.18)                        | 85.9 (3.38)                        | 609.4 (23.99)                      |
| المصدر: Hong Kong Observatory,     |                                    |                                    |                                    |                                    |                                    |                                    |                                    |                                    |                                    |                                    |                                    |                                    |                                    |

## أعلام
- جيمس أورتن